# Halvleder
Halvledere er materialer, der har en elektrisk ledningsevne, der ligger mellem de ledende materialer og de isolerende. Der er ikke nogen skarp definition af, hvad en halvleder er, men det er typisk materialer med en resistivitet, der ligger i området fra ca. 10-5 til ca. 107 Ω · m.
Der er følgende kendetegn ved et rent halvledermateriale:
- Den elektriske modstand falder med stigende temperatur. (Eks. gammeldags carbon-modstande)
- Der er ingen frie valenselektroner i halvlederkrystalgitteret. Derfor den "dårlige" elektriske ledningsevne, som bliver bedre med stigende temperatur.

## Halvlederformer
Den hyppigst anvendte halvlederform er krystallinsk og produceres i en halvlederstang, som efterfølgende skæres i halvlederskiver (eng. wafer). Halvlederskiven kan fx også få navn efter halvlederen fx siliciumskive (eng.  siliciumwafer).
En del solceller bliver lavet af polykrystallinsk halvledermateriale.
En del solceller bliver lavet af amorft halvledermateriale.

## Halvlederen silicium
De moderne halvlederkomponenter er typisk baseret på grundstoffet silicium. Det er grunden til, at man er begyndt at bruge begrebet 'halvleder' om elektroniske komponenter (diode, transistor, solcelle, computer-CPU, RAM), der er lavet af halvledende materialer.
Silicium anvendes i mere end 99,9 % af halvlederkomponenterne i dag (2003).
Silicium udvindes af specielt udvalgt sand. Hovedbestanddelen i sand er SiO2 (Siliciumdioxid, kvarts).

## Andre halvledere
Der findes andre halvledere end silicium:
- Grundstofhalvledere (gruppe 14/hovedgruppe IV):
  - Germanium som blev brugt til dioder og transistorer fra december 1947 til i hvert fald 1980'erne. Nogle af de sidste germanium baserede transistorer hed f.eks. AF139, AF239, AF279, AF379.[1][2] De blev anvendt til forstærkning i udvalgte VHF og UHF frekvensbånd i fjernsynsmodtagerens radioforsats. Nyfremstillede (2014) germaniumtransistorer fremstilles stadig af NTE Electronics inc.[3]
  - Krystallinsk carbon (diamant i en superren form).
- Legeringshalvledere (Typisk kendetegn: Middelværdien af de 2 grundstoffers hovedgrupper giver 4):
  - Silicium og germanium (SiGe). Halvlederkomponenter baseret på SiGe anvendes til f.eks. mobiltelefoners og WLAN-korts radiosenderdel og radiomodtagerdel.
  - Silicium og carbon også kaldet siliciumkarbid. Anvendes til højeffektive robuste SMPS strømforsyninger.
  - Gallium og arsen også kaldet galliumarsenid.
  - Gallium og nitrogen også kaldet galliumnitrid. Anvendes i nye højeffektive solceller og blå og hvide lysdioder.
  - Indium og fosfor også kaldet indiumfosfid. Anvendes i lysdioder som afgiver synligt lys.
  - Kobber(I)oxid (Cu2O) (middelværdien giver ikke 4). Nævnt i solcelle.
  - Kobber(II)oxid (CuO) (middelværdien giver ikke 4).
  - Selen legeret med?. I gamle dage (1950'erne, 1960'erne) havde radiorørsbaserede radioer og fjernsyn nogle robuste dioder kaldet selen-ensrettere.
  - En halvleder baseret på: zink, mangan og tellur. Kilde: November 10, 2003, Scientific American: Novel Semiconductor Could Soup Up Solar Cells
  - Pyrit (jerndisulfid)